# Illum (ø)
 For alternative betydninger, se Illum. (Se også artikler, som begynder med Illum)
Illum er en lille langstrakt øst mod vest ubeboet ø i Helnæs Bugt, sydvest for Fyn. Den er 3,5 km lang og har et areal på 90 ha. Øen består af små sandbakker forbundet ved lave strandenge. Der er ingen færgeforbindelse til fastlandet.
Øen er kendt for dyreforsøg med harer.